# Студенецкая волость (Изюмский уезд)
Студенецкая во́лость — историческая административно-территориальная единица Изюмского уезда Харьковской губернии с волостным правлением в слободе Студенок.
По состоянию на 1885 год состояла из 3 поселений, 3 сельских общин. Население — 2313 человек (1209 человек мужского пола и 1104 — женского), 404 дворовых хозяйства.
|                       | Площадь | В т.ч. пахотной |
| --------------------- | ------- | --------------- |
| Сельских общин        | 2196    | 1416            |
| Частной собственности | 13227   | 1917            |
| Другой собственности  | 33      | 33              |
| В целом               | 15456   | 3366            |

Основные поселения волости:
- Студенок — бывшая владельческая слобода при реке Северский Донец в 25 верстах от уездного города Изюма. В слободе волостное правление, 196 дворов, 1089 жителей, православная церковь, школа, 2 лавки, базар (по пятницам).
- Яровая — бывшая владельческая деревня, 156 дворов, 761 житель.

Храмы волости:
- Введенская церковь в слободе Студенок.
- Казанская церковь в деревне Яровой.